# Bornholm

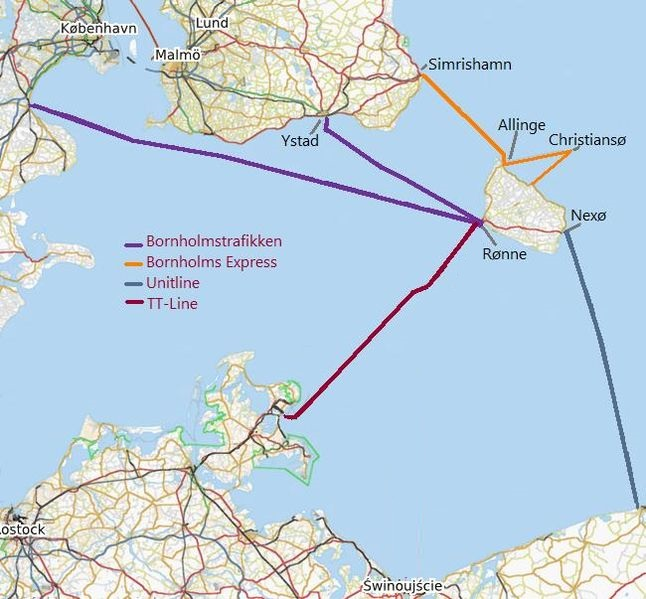
Collegamenti marittimi da e per l'isola di Bornholm.

Bornholm (bɒːnˈhʌlˀm; dal norreno: Burgundaholmr, "l'isola dei Burgundi") è un'isola della Danimarca con 39 460 abitanti (ottobre 2023) situata nel mar Baltico a circa 160 km a est di Copenaghen e circa 37 km al largo della costa svedese.
Pur essendo notevolmente ad est del resto della Danimarca, Bornholm non ne rappresenta il punto più orientale, primato che appartiene all'arcipelago delle Isole Ertholmene situato 18 km a nord-est e amministrato direttamente dal ministero della difesa.
I comuni di Aakirkeby, Allinge-Gudhjem, Hasle, Nexø e Rønne in seguito ad un referendum del 29 maggio 2001 divennero parte di un unico comune regionale di Bornholm. Tale comune godeva di alcune facilitazioni e privilegi, ma dall'entrata in vigore della riforma amministrativa (1º gennaio 2007) il comune ha perso questi privilegi ed è entrato a far parte della regione di Hovedstaden.

## Villaggi
Abitanti dei villaggi di Bornholm al 1º gennaio 2009:
| Villaggio       | Abitanti |
| --------------- | -------- |
| Rønne           | 14 031   |
| Nexø            | 3 769    |
| Aakirkeby       | 2 093    |
| Hasle           | 1 755    |
| Allinge-Sandvig | 1 755    |
| Svaneke         | 1 133    |
| Tejn            | 1 093    |

| Villaggio  | Abitanti |
| ---------- | -------- |
| Gudhjem    | 782      |
| Nyker      | 756      |
| Snogebæk   | 754      |
| Klemensker | 685      |
| Muleby     | 552      |
| Østermarie | 519      |
| Årsdale    | 475      |

| Villaggio   | Abitanti |
| ----------- | -------- |
| Lobbæk      | 372      |
| Østerlars   | 275      |
| Vestermarie | 270      |
| Balka       | 266      |
| Pedersker   | 255      |
| Listed      | 243      |
| Nylars      | 236      |

## Geografia fisica
L'isola è quadrangolare e le coste sono caratterizzate a nord da alte scogliere e a sud da spiagge e dune.
L'isola si trova all'incrocio dei confini di Svezia a nord, Danimarca a ovest, Germania e Polonia a sud e a est.
Il suo clima permette la crescita di essenze prettamente mediterranee come il fico, il gelso e la vite che crescono in compagnia della tipica flora nordica.

## Storia
Da questa regione agli inizi dell'era cristiana partirono le popolazioni di stirpe burgunda, che attorno al VI secolo occuparono la regione a nord ovest dell'arco alpino.
L'isola è sempre stata molto contesa, a causa della sua posizione strategica all'imbocco del mar Baltico. Svezia e Danimarca se la contesero per molti secoli, ma subì anche l'occupazione tedesca durante la seconda guerra mondiale.

Con il trattato di Roskilde del 1658 venne ceduta alla Svezia insieme ad altri territori danesi, ma si ribellò alla Svezia e tornò sotto il dominio danese col trattato di Copenaghen del 1660.
Durante l'occupazione tedesca, i russi cercarono di liberare l'isola attraverso diversi attacchi aerei che danneggiarono gravemente le città, in particolare Rønne e Nexø.
 Al termine dell'occupazione, gli abitanti per riedificare le parti distrutte delle città decisero di utilizzare il modello delle "svensk huset": case economiche e facili da costruire.

## Economia
L'industria della pesca e della produzione di vasellame sono le principali attività dell'isola a cui va aggiunto, per il suo clima molto mite rispetto alle regioni circostanti e per la bellezza dei suoi paesaggi, anche il turismo, in particolare nella bella stagione.
Bornholm è conosciuta particolarmente per il pesce affumicato, un prodotto tipico dell'isola.

## Dialetto
Gli abitanti dell'isola parlano, oltre al danese ufficiale, una variante dialettale chiamata bornholmsk, difficile da capire anche per alcuni danesi.

## Arte
La cosiddetta scuola di Bornholm fu fondata da un gruppo di pittori danesi attivi sull'isola di Christiansø sulla scia dello svedese Karl Isakson (1878-1922) e di Edvard Weie (1879-1943) che intorno al 1911 vi soggiornarono riscontrando condizioni ideali per il loro atto creativo.
La scuola di Bornholm è stata spesso accostata alla corrente artistica dei Fauves, da cui si distinse per il non completo distacco dalla realtà e per la scelta del colore come strumento principe della espressività.
L'artista più brillante fu Weie, considerato uno dei più importanti coloristi danesi, che negli anni venti assumerà tendenze romantiche e narrative.
Olaf Rude (1888-1957), si aggregò alla scuola di Bornholm pur avendo subito varie altre influenze, da quelle parigine al Cubismo, e si mise in luce per le sue costruzioni plastiche. Anche Kraesten Iversen (1886-?), dopo una fase decorativa barocca, e soprattutto Oluf Höst (1884-1966), con le sue visioni di spiagge, di pescatori e bagnanti e con la sua narrazione della natura sfiorante il misticismo, rappresentarono altri importanti esponenti della scuola che restò in auge per tutta la prima metà del XX secolo.

## Infrastrutture e trasporti
La città è servita dall'unico scalo aeroportuale, l'Aeroporto di Bornholm, situato a 5 km a sud-est di Rønne, il più popoloso centro abitato dell'isola.